# AGI Befrachtungsgesellschaft
Die AGI Befrachtungsgesellschaft mbH & Co. KG, vormals Intersee Schiffahrtsgesellschaft mbH & Co. KG war eine Reederei mit Sitz in Münster.

## Einzelheiten
Die Reederei ging auf Kapitän Hermann Schöning sowie auf seine Brüder Johann und Otto zurück. Hermann Schöning betrieb zunächst Holzpünten und ließ 1910 sein erstes Stahlschiff in den Niederlanden bauen, die Anna Thekla. Die drei Brüder der folgenden Generation, Josef, Johann und Lübbert Schöning, betrieben ebenfalls mehrere Küstenschiffe in der Nord- und Ostseefahrt. In der dritten Generation gründete Hermann Schöning 1968 die Intersee Schiffahrtsgesellschaft, mit der die Schöning-Flotte weiter ausgebaut wurde. Von 1970 bis 1991 wurden 32 Neubauten von Intersee und der niederländischen Tochtergesellschaft Noordlijn BV in Auftrag gegeben. 1994/95 wurde die Reederei neu strukturiert und Josef Schöning, ältester Sohn von Christel und Hermann Schöning, übernahm die Führung.
Am 16. Dezember 2002 lief der Intersee-Frachter Nicola auf das Wrack des im Ärmelkanal gesunkenen Autotransporters Tricolor auf. Die Nicola war auf einer Ballastreise bestimmt nach Rotterdam und konnte nach mehreren Stunden von zwei Schleppern vom Wrack heruntergezogen werden.
Im Mai 2009 wurde das Intersee-Schiff Victoria von somalischen Piraten entführt und im Juli wieder freigelassen.
Im Zuge der seit 2008 andauernden Schifffahrtskrise schrumpfte die Intersee-Flotte. Im Jahr 2014 wurden sieben Schiffe der Reederei zwangsversteigert und 2015 wurden 21 Schiffe verkauft. Im selben Jahr ging das Unternehmen in der neu gegründeten AGI Befrachtungsgesellschaft mbH & Co. KG auf und der Sitz wurde nach Münster verlegt. Ende 2015 ging das Unternehmen in die Liquidation, kurz darauf auch die zugehörige Verwaltungsgesellschaft, welche im Mai 2019 gelöscht wurde.
Bis 2019 betrieb die Reederei eine Flotte von vier Schiffen. Darüber hinaus arbeitete das Unternehmen auch in der Befrachtung und der Schiffsmaklerei.